# Liste von Wassertürmen im Ennepe-Ruhr-Kreis
Die Liste von Wassertürmen im Ennepe-Ruhr-Kreis zählt bestehende, umgenutzte und ehemalige Wassertürme und Wasserbehälter im Ennepe-Ruhr-Kreis (bestehend aus den neun Städten Breckerfeld, Ennepetal, Gevelsberg, Hattingen, Herdecke, Schwelm, Sprockhövel, Wetter (Ruhr) und Witten) auf.

## Liste
| Bezeichnung                                                     | Ortsteil                    | Baujahr | Bemerkungen | Bild |
| --------------------------------------------------------------- | --------------------------- | ------- | --- | ---- |
| Wasserturm am Blumenweg                                         | Hattingen                   | 1908    | Für die Versorgung der Stadt Hattingen                                                                                            |      |
| Wasserhochbehälter Henrichshütte                                | Hattingen                   | 1905    | Auf dem Gelände der Henrichshütte.                                                                                                |      |
| Niedrigdruckbehälter Henrichshütte                              | Hattingen                   | 1959    | Auf dem Gelände der Henrichshütte. Fassungsvermögen von 3.000 m³.                                                                 |      |
| Wasserturm Kressenberg                                          | Hattingen-Niederwenigern    | 1930    | 22 m hoch, 300 m³ Fassungsvolumen, versorgt Niederwenigern, steht als markantes, landschaftsprägendes Element unter Denkmalschutz |      |
| Wasserturm am Bahnhof Schee                                     | Sprockhövel-Gennebreck      |         | Der Wasserturm am Bahnhof Schee wurde 1999 abgerissen.                                                                            |      |
| Alter Wasserturm, Wasserturm Schöntal                           | Wetter (Ruhr)               |         | Heute Wohnfunktion |      |
| Wasserturm Loh                                                  | Wetter-Volmarstein          | 1883    | |      |
| Wasserturm Wengern-Ost                                          | Witten-Wengern              |         | [ 3 ] |      |
| Wasserturm Kermelberg                                           | Witten-Schnee               | 1958    | Fassungsvermögen von 300 m³ |      |
| Wasserturm Bommerholz                                           | Witten-Bommern              | 1910    | Fassungsvermögen von 300 m³ |      |
| Wasserturm der Firma Luhn & Pulvermacher und Dittmann & Neuhaus | Witten-Herbede              | 1920    | |      |
| Wasserhochbehälter                                              | Witten Oberdorf-Helenenberg |         | Nicht mehr existent. |      |